# Agüeybaná II
Agüeybaná II (c. 1470 – 1511), nascido Güeybaná e também conhecido como Agüeybaná El Bravo (Inglês: Agüeybaná The Brave ), foi um dos dois principais e mais poderosos caciques do povo Taíno em " Borikén " quando os espanhóis chegaram a Porto Rico em 19 de novembro de 1493. Agüeybaná II liderou os Taínos de Porto Rico na Batalha de Yagüecas, também conhecida como a " rebelião Taíno de 1511 " contra Juan Ponce de León e os conquistadores espanhóis.

## Introdução
Güeybaná, mais conhecido como Agüeybaná II, era irmão do grande cacique Agüeybaná e vivia com sua tribo em Guaynia ( Guayanilla ), localizada perto de um rio de mesmo nome na parte sul da ilha. O nome Agüeybaná significa "O Grande Sol", e muitas vezes é acrescentado o "II" para diferenciá-lo de seu irmão Agüeybaná, o outro grande cacique de Porto Rico na época da chegada dos espanhóis. Todos os outros caciques (chefes militares indígenas) estavam sujeitos e deviam obedecer a Agüeybaná, embora governassem suas próprias tribos.

## Chegada dos Conquistadores
Agüeybaná, o mais velho, recebeu o conquistador espanhol Juan Ponce de León após a chegada de Ponce de León a Porto Rico em 1508. Segundo uma antiga tradição Taíno, Agüeybaná praticava o "guaytiao", um ritual Taíno no qual ele e Juan Ponce de León se tornaram amigos e trocaram nomes. Agüeybaná havia obedecido ao conselho de sua mãe de se tornar amigo dos espanhóis, para que não morressem em suas mãos. A hospitalidade e tratamento amigável que os espanhóis receberam de Agüeybaná facilitou para os espanhóis trair e conquistar a ilha mais tarde.  As ações de Agüeybaná ajudaram a manter a paz entre os Taíno e os espanhóis, uma paz que duraria pouco. 

## Morte
Em 1511, na região conhecida como Yagüecas, cerca de 11.000 a 15.000 taínos se reuniram contra cerca de 80 a 100 espanhóis. Antes do início da batalha, um soldado espanhol com um arcabuz atirou e matou um nativo. Presume-se que foi Agüeybaná II, porque o guerreiro usava um colar de ouro que só um cacique usava.

## Legado

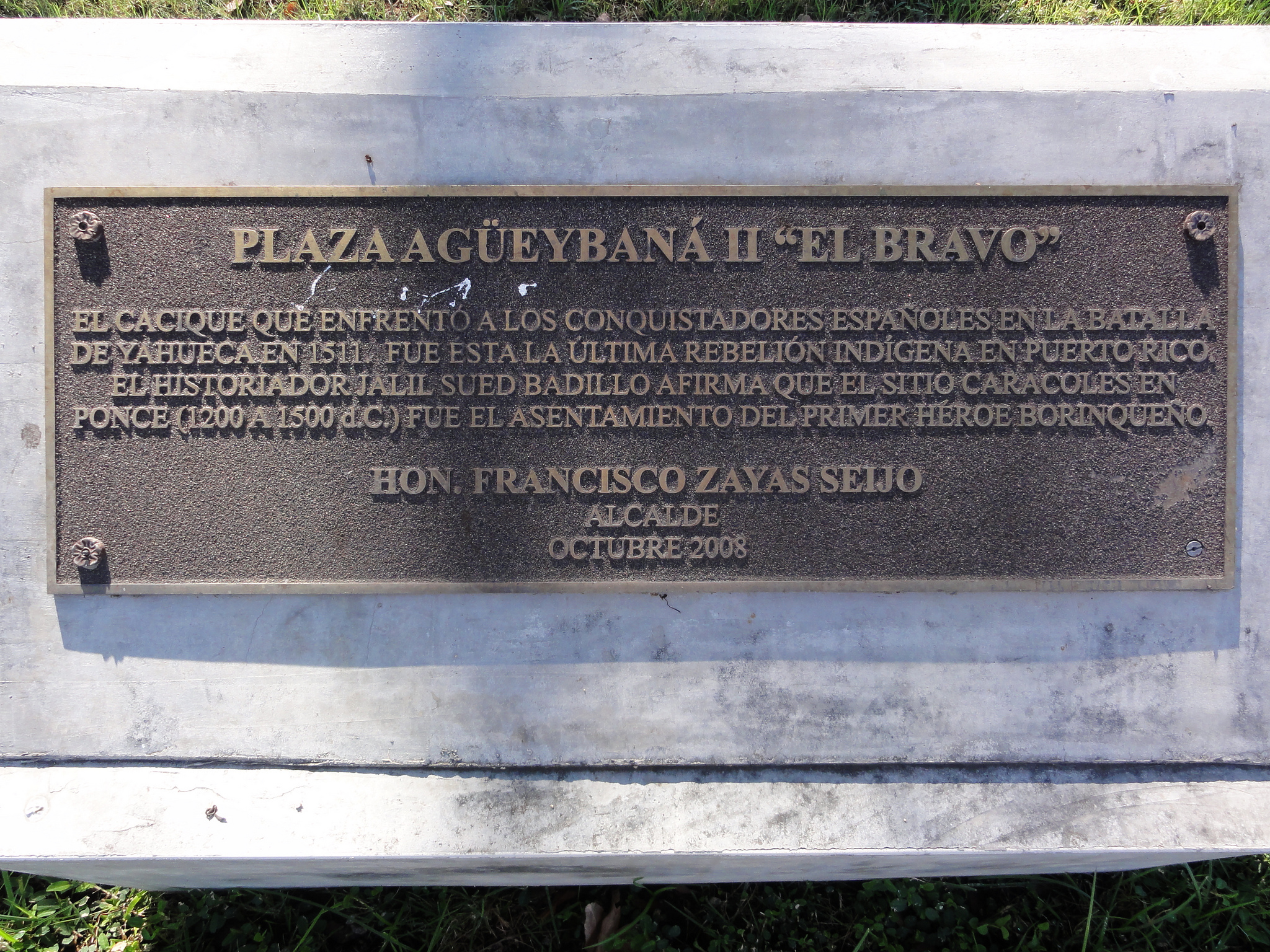
Placa no Parque Agüeybaná II ("El Bravo") no setor Caracoles, Barrio Playa, Ponce, Porto Rico

Agüeybaná II é admirado em Porto Rico por sua lealdade ao seu povo. Porto Rico deu seu nome a muitos prédios públicos e ruas: 
- A cidade de Bayamón nomeou uma escola secundária em sua homenagem.
- Há uma rua em Caguas que o homenageia.
- Uma avenida na área de Hato Rey, em San Juan, leva o nome de Agüeybaná.
- Porto Rico já teve um equivalente ao Oscar que era concedido anualmente e era chamado de "Agüeybaná de Oro" (O Agüeybaná de Ouro), em homenagem ao grande cacique.[8]
- No setor "Caracoles" do bairro Playa em Ponce, Porto Rico, há um pequeno parque com uma estátua representando Agüeybaná II, "El Bravo" (O Valente) . Ele está localizado na esquina sudeste da interseção da Ponce By-pass ( PR-2 ) e da Avenida Hostos ( PR-123 ).
- O poeta Daniel de Rivera compôs um poema intitulado "Agüeybaná El Bravo" dedicado a ele. Lê-se parcialmente:[9]